# Língua sankethi
Sankethi é um dialeto da língua tâmil falada em Karnataka, Índia pelo povos Sankethi, que emigraram de Madurai e Shenkottai em Tamil Nadu no século XV. Seu vocabulário foi muito influenciado pela língua canaresa e pela língua malaiala.

## Escrita
Alíngua Sankethi é escrita com uma versão própria da escrita (abugida) usada pela língua canaresa; são 36 símbolos para consoantes, 22 para conjuntos de consoantes, 16 para vogais e 10 para algarismos de 1 a 10.

## Amostra de texto
Ellā manuśyangaḷū svatantramayiṭe huṭṭanḍā. Avhāḷukkume āntahkaraṇū ghanate hakku renḍū unḍū. Vivēkū antaḥkaraṇū ikartaṇṇū avhālūme vattarū kottarū tamayūṃ tambyānyu pōle naḍandhgaṇū.
Português
Todos os seres humanos nascem livres e iguais em dignidade e direitos. São dotados de razão e consciência e devem agir em relação uns aos outos com espírito de fraternidade. Artigo 1º - Declaração Universal dos Direitos Humanos